# Røn
Røn är en tätort i Vestre Slidre kommun i Innlandet fylke i Norge. Orten ligger vid Europaväg 16 vid den södra änden av Slidrefjorden i den östra delen av kommunen.